# Michele Piras
Michele Piras (Darmstadt, 20 marzo 1972) è un politico italiano, deputato della Repubblica dal 2013 al 2018.

## Biografia
Figlio di una coppia di operai emigrati in Germania da Borore, poi rientrati in patria, dopo alcune esperienze lavorative presso un fast food a Londra e un supermercato a Quartu Sant'Elena nel 2000 si è laureato in Scienze Politiche all'Università di Cagliari.
Dal 2003 al 2019 è stato collaboratore di una cooperativa sociale di Nuoro, in seguito è stato gestore di un bar nella medesima città.

## Attività politica
Inizia a occuparsi di politica giovanissimo a livello internazionale e alle elezioni comunali del 1995 viene eletto consigliere comunale di Borore per una lista civica di sinistra come esponente del Partito della Rifondazione Comunista, venendo riconfermato anche nella successiva tornata del 2000.
Dal 2005 al 2007 è segretario di Rifondazione Comunista per la Provincia di Nuoro.
Alle elezioni politiche del 2006 è candidato alla Camera dei Deputati nelle liste di Rifondazione Comunista per la circoscrizione Sardegna, ma non è eletto.
Nel 2007 è eletto poi a larga maggioranza segretario regionale del Partito della Rifondazione Comunista: ricoprirà questo ruolo fino al 2009, quando deciderà di dimettersi per prendere parte al nuovo progetto costituente della sinistra lanciato da Nichi Vendola.
Dal 2009 al 2013 collabora con il gruppo del Consiglio regionale della Sardegna "Sinistra Sarda".
È quindi coordinatore regionale del Movimento per la Sinistra e nel 2010 è eletto coordinatore regionale di Sinistra Ecologia Libertà per la Sardegna.
Nel 2012 vince con circa 3.000 preferenze le primarie per la composizione delle liste di SEL in vista delle elezioni politiche del 2013, nelle quali è capolista del partito alla Camera nella circoscrizione Sardegna, venendo eletto deputato. Entra a far parte della IV Commissione Difesa, della delegazione parlamentare italiana presso l'Assemblea della NATO e del Comitato parlamentare per i processi d'accusa. È stato membro dell'ufficio di presidenza del partito presieduto da Nichi Vendola e nel giugno 2013 ha lasciato l'incarico di coordinatore regionale sardo di SEL per poter svolgere al meglio il ruolo di deputato.
Nel febbraio 2017 aderisce al gruppo parlamentare Articolo 1 - Movimento Democratico e Progressista, insieme ad altri 16 parlamentari provenienti da Sinistra Ecologia Libertà che hanno scelto di non aderire a Sinistra Italiana.
Non si ripresenta alle elezioni politiche del 2018, ritirando la sua candidatura nelle liste di Liberi e Uguali in polemica con la scelta presa a livello centrale di inserire il responsabile di Sinistra Italiana Claudio Grassi, ritenuto estraneo al territorio, come capolista nel collegio plurinominale Sardegna - 01.
Alle elezioni politiche del 2022 si candida alla Camera nel collegio uninominale Sardegna - 03 (Nuoro) per il centrosinistra, ottenendo il 25,95% e venendo sconfitto da Barbara Polo del centrodestra (41,03%), non è dunque eletto.
Nel 2023 in vista del Congresso del Sinistra Italiana decide di lasciare il PD e di entrare in SI, partito a cui non aveva aderito nella fase costituente.

## Controversie
In un'intervista del 2020 alla pagina Facebook Giovani Palestinesi d'Italia ha affermato: "Millenni di esistenza della comunità ebraica in Europa hanno prodotto una contaminazione molto importante, precisamente di disvalori, come quelli appunto del razzismo, della supremazia bianca, o insomma di un modo oppressivo di imporre i propri valori, di costruire società chiuse". Di fronte alle accuse di antisemitismo e di supporto a organizzazioni quali Fatah e Fronte Popolare per la Liberazione della Palestina, provenienti in particolare dal senatore di Fratelli d'Italia Lucio Malan e dall'economista Riccardo Puglisi, si difende affermando: "Non sono antisemita, la mia storica vicinanza al popolo palestinese non può essere usata per una campagna di distorsione che mi attribuisce parole mai dette. Non è in discussione l’esistenza di Israele, credo nel dialogo come unico strumento per dirimere il conflitto”.